# Каптурник перуанський
Капту́рник перуанський (Thlypopsis inornata) — вид горобцеподібних птахів родини саякових (Thraupidae). Мешкає в Перу і Еквадорі.

## Поширення і екологія
Перуанські каптурники мешкають на крайньому південному сході Еквадору (в долині річки Мараньйон в провінції Самора-Чинчипе), а також на півночі Перу (в долині річки Мараньйон та у верхів'ях річок Уайяґа і Уткубамба, в Кахамарці і західному Амазонасі). Вони живуть високогірних чагарникових заростях та на узліссях тропічних лісів. Зустрічаються на висоті від 450 до 2000 м над рівнем моря.